# Andy Ruiz
Andrés „Andy“ Ponce Ruiz (* 11. September 1989 in Imperial, Kalifornien) ist ein mexikanisch-US-amerikanischer Boxer. Er ist ehemaliger Weltmeister im Schwergewicht nach Version der IBF, WBO und IBO sowie ehemaliger Superchamp nach Version der WBA. Er war der erste Boxer mit mexikanischer Abstammung, der Weltmeister im Schwergewicht wurde. Er wird von Miguel Diaz trainiert und von Joe Gagliardi gemanagt.

## Amateurkarriere
Unter der Leitung des kubanischen Trainers Fernando Ferrer, von dem er den technischen Feinschliff erhielt, wurde Ruiz im Jahre 2005 mexikanischer Juniorenmeister. 2007 und 2008 konnte er dies bei den Senioren wiederholen. Seine Amateurbilanz beträgt 105-5.

## Profikarriere
Der korpulente Linksausleger wurde anfangs von Trainer-Legende Freddie Roach trainiert. Sein Debüt gab er Ende März 2009 gegen seinen Landsmann Miguel Ramirez mit einem klassischen K.-o.-Sieg in Runde 1.
Am 27. Juli des Jahres 2013 traf Ruiz auf den bis dahin noch ungeschlagenen US-Amerikaner Joe Hanks (Bilanz 21-0-0) und siegte in der 4. Runde durch T.K.o. Durch diesen Sieg eroberte er den vakanten interkontinentalen Titel der WBO. Gegen Tor Hamer (Bilanz 21-2-0) im November desselben Jahres gewann er zudem den nordamerikanischen Meistertitel. Am 20. Dezember des darauffolgenden Jahres trat Ruiz gegen den ehemaligen WBO-Weltmeister aus Belarus Sjarhej Ljachowitsch (26-6-0) an. Ljachowitsch, der im Jahre 1997 in der ungarischen Hauptstadt Budapest im Superschwergewicht bei den Weltmeisterschaften die Bronzemedaille erkämpfte, war allerdings schon 38 Jahre alt und hatte seine beste Zeit schon lange hinter sich. Ruiz gewann dieses auf 10 Runden angesetzte Gefecht einstimmig nach Punkten.
Am 1. Juni 2019 gewann Ruiz in New York überraschend gegen den Titelverteidiger Anthony Joshua aus Großbritannien durch Technischen K.o. in der siebten Runde die Weltmeistertitel im Schwergewicht nach Version der WBA, IBF, WBO und IBO. Ruiz musste in der dritten Runde zu Boden, konterte aber mit zwei Niederschlägen noch in derselben Runde. Nachdem er Joshua in der siebten Runde weitere zweimal niedergeschlagen hatte, beendete der Ringrichter den Kampf. Ruiz war eingesprungen, nachdem der ursprünglich vorgesehene Gegner Joshuas, Jarrell Miller, nach einem positiven Dopingtest ausgefallen war.
Am 7. Dezember 2019 trat Ruiz in Riad erneut gegen Joshua an. Er erwies sich als chancenlos und verlor eindeutig durch Punktrichterwertung.

## Liste der Profikämpfe
| 35 Siege (22 K.-o.-Siege), 2 Niederlagen, 1 Unentschieden |               |                                            | |                                                     |
| Jahr                                                      | Tag           | Ort                                        | Gegner | Ergebnis für Ruiz                                   |
| 2009                                                      | 28. März      | Plaza de Toros, Tijuana, Mexiko            | Miguel Salvador Ramirez Profidebüt                                                                             | Sieg / KO 1. Runde                                  |
| 2009                                                      | 26. Juni      | Plaza de Toros Calafia, Mexicali, Mexiko   | Ross Brantley                                                                                                  | Sieg / TKO 1. Runde                                 |
| 2010                                                      | 12. Februar   | Gimnasio de Mexicali, Mexicali, Mexiko     | Juan Luis Lopez Alcaraz                                                                                        | Punktsieg (einstimmig) / 4 Runden                   |
| 2010                                                      | 12. März      | Gaylord Hotel, Grapevine, USA              | Luke Vaughn | Sieg / KO 1. Runde                                  |
| 2010                                                      | 16. Oktober   | Silverton Casino & Lodge, Las Vegas, USA   | Miles Kelly | Sieg / TKO 1. Runde                                 |
| 2010                                                      | 20. November  | WinStar Casino, Thackerville, USA          | Raymond Lopez                                                                                                  | Punktsieg (einstimmig) / 4 Runden                   |
| 2010                                                      | 4. Dezember   | Honda Center, Anaheim, USA                 | Francisco Diaz                                                                                                 | Sieg / KO 2. Runde                                  |
| 2011                                                      | 5. Februar    | Maywood Activity Center, Maywood, USA      | Kelsey Arnold                                                                                                  | Sieg / KO 3. Runde                                  |
| 2011                                                      | 26. Februar   | Palms Casino Resort, Las Vegas, USA        | Alvaro Morales                                                                                                 | Punktsieg (einstimmig) / 6 Runden                   |
| 2011                                                      | 23. April     | WinStar Casino, Thackerville, USA          | Angel Herrera                                                                                                  | Punktsieg (einstimmig) / 6 Runden                   |
| 2011                                                      | 15. Juli      | Texas Station Casino, Las Vegas, USA       | Villi Bloomfield                                                                                               | Sieg / TKO 4. Runde                                 |
| 2011                                                      | 17. September | BlueWater Resort & Casino, Parker, USA     | Ken Frank | Sieg / TKO 2. Runde                                 |
| 2011                                                      | 17. Dezember  | WinStar Casino, Thackerville, USA          | Theron Johnson                                                                                                 | Punktsieg (einstimmig) / 6 Runden                   |
| 2012                                                      | 23. März      | Casino Del Sol, Tucson, USA                | Homero Fonseca                                                                                                 | Punktsieg (einstimmig) / 8 Runden                   |
| 2012                                                      | 7. Juli       | Dignity Health Sports Park, Carson, USA    | Jonte Willis                                                                                                   | Sieg / TKO 8. Runde                                 |
| 2012                                                      | 13. September | Hard Rock Hotel and Casino, Las Vegas, USA | Maurenzo Smith                                                                                                 | Sieg / KO 1. Runde                                  |
| 2012                                                      | 7. Dezember   | Texas Station Casino, Las Vegas, USA       | Elijah McCall                                                                                                  | Sieg / TKO 3. Runde                                 |
| 2013                                                      | 16. März      | Dignity Health Sports Park, Carson, USA    | Matthew Greer                                                                                                  | Sieg / KO 1. Runde                                  |
| 2013                                                      | 8. Juni       | Hard Rock Hotel and Casino, Las Vegas, USA | Carl Davis | Sieg / TKO 1. Runde                                 |
| 2013                                                      | 27. Juli      | Cotai Arena, Macau, China                  | Joe Hanks WBO-Interkontinental Schwergewicht-Meisterschaft                                                     | Sieg / TKO 4. Runde                                 |
| 2013                                                      | 24. November  | Cotai Arena, Macau, China                  | Tor Hamer WBO-Interkontinental Schwergewicht-Titelverteidigung NABF-Schwergewicht-Meisterschaft                | Sieg / Aufgabe 3. Runde                             |
| 2014                                                      | 17. Mai       | Selland Arena, Fresno, USA                 | Manuel Quezada WBO-Interkontinental Schwergewicht-Titelverteidigung NABF-Schwergewicht-Titelverteidigung       | Sieg / TKO 2. Runde                                 |
| 2014                                                      | 25. Oktober   | Selland Arena, Fresno, USA                 | Kenny Lemos | Sieg / TKO 1. Runde                                 |
| 2014                                                      | 20. Dezember  | Celebrity Theatre, Phoenix, USA            | Sjarhej Ljachowitsch WBO-Interkontinental Schwergewicht-Titelverteidigung NABF-Schwergewicht-Titelverteidigung | Punktsieg (einstimmig) / 10 Runden                  |
| 2015                                                      | 26. September | Tachi Palace Hotel & Casino, Lemoore, USA  | Joell Godfrey NABF-Schwergewicht-Titelverteidigung                                                             | Punktsieg (einstimmig) / 8 Runden                   |
| 2015                                                      | 24. Oktober   | CenturyLink Center, Omaha, USA             | Raphael Zumbano                                                                                                | Punktsieg (einstimmig) / 8 Runden                   |
| 2016                                                      | 14. Mai       | Sportsmans Lodge, Studio City, USA         | Ray Austin NABF-Schwergewicht-Titelverteidigung                                                                | Sieg / Aufgabe 4. Runde                             |
| 2016                                                      | 16. Juli      | Masonic Temple, Detroit, USA               | Josh Gormley                                                                                                   | Sieg / TKO 3. Runde                                 |
| 2016                                                      | 10. September | Tachi Palace Hotel & Casino, Lemoore, USA  | Franklin Lawrence NABF-Schwergewicht-Titelverteidigung                                                         | Punktsieg (einstimmig) / 10 Runden                  |
| 2016                                                      | 10. Dezember  | Vector Arena, Auckland, Neuseeland         | Joseph Parker vakante WBO-Schwergewicht-Weltmeisterschaft                                                      | Punktniederlage (Mehrheitsentscheidung) / 12 Runden |
| 2018                                                      | 10. März      | StubHub Center, Carson, USA                | Devin Vargas                                                                                                   | Sieg / KO 1. Runde                                  |
| 2018                                                      | 7. Juli       | Save Mart Arena, Fresno, USA               | Kevin Johnson                                                                                                  | Punktsieg (einstimmig) / 10 Runden                  |
| 2019                                                      | 20. April     | Dignity Health Sports Park, Carson, USA    | Alexander Dimitrenko                                                                                           | Sieg / Aufgabe 5. Runde                             |
| 2019                                                      | 1. Juni       | Madison Square Garden, New York, USA       | Anthony Joshua IBF/IBO/WBA/WBO-Schwergewicht-Weltmeisterschaft                                                 | Sieg / TKO 7. Runde                                 |
| 2019                                                      | 7. Dezember   | Diriyah Arena, Diriyah, Saudi-Arabien      | Anthony Joshua IBF/IBO/WBA/WBO-Schwergewicht-Titelverteidigung                                                 | Punktniederlage (einstimmig) / 12 Runden            |
| 2021                                                      | 1. Mai        | Dignity Health Sports Park, Carson, USA    | Chris Arreola                                                                                                  | Punktsieg (einstimmig) / 12 Runden                  |
| 2022                                                      | 4. September  | Crypto.com Arena, Los Angeles, USA         | Luis Ortiz | Punktsieg (einstimmig) / 12 Runden                  |
| 2024                                                      | 3. August     | BMO Stadium, Los Angeles, USA              | Jarrell Miller                                                                                                 | Unentschieden (Mehrheitsentscheidung) / 12 Runden   |
| Quelle: Andy Ruiz in der BoxRec-Datenbank                 |               |                                            | |                                                     |

## Erfolge als Profi
- WBA-Weltmeister im Schwergewicht (1): Superchampion 2019
- IBF-Weltmeister im Schwergewicht (1): 2019
- WBO-Weltmeister im Schwergewicht (1): 2019
- IBO-Weltmeister im Schwergewicht (1): 2019